# Robert Leavitt
Robert Grandison "Bob" Leavitt (Dorchester, Massachusetts, 20 de setembre de 1883 – Hanson, Massachusetts, 22 de febrer de 1954) va ser un atleta estatunidenc que va competir a principis del segle xx.
El 1906 va prendre part en els Jocs Intercalats d'Atenes, on guanyà la medalla d'or en la prova dels 110 metres tanques del programa d'atletisme.